# Tchê Guri
Tchê Guri é uma banda brasileira de tchê music. O grupo surgiu em 11 de abril de 1990, idealizado pelos irmãos Vargas (Alex, Fabio e Lê). No ano seguinte, o grupo realizou uma turnê pela regiões Norte e Nordeste do Brasil. Em 1993, foi lançado o primeiro álbum do conjunto, intitulado Primeiro.
Em 2003, lançam o álbum Uma Chuva de Alegria, que teve as participações especiais de Frank Aguiar, Gian e Giovani e Marlon & Maicon.
Em 2009, o Tchê Guri foi indicado ao Grammy Latino na categoria Grammy Latino de Melhor Álbum de Música Regional ou de Raizes Brasileiras, pelo CD A Festa. Com este mesmo título, o grupo lançou um álbum ao vivo no ano seguinte.
Em 2012 no mês de agosto, eles lançam o álbum DNA Gaúcho, do qual marca a volta deles ao campeirismo, de bota, bombacha, lenço e guaiaca, com músicas inéditas e regravações de alguns sucessos. Dentre as inéditas Régis Marques do Grupo Rodeio compôs a música Daquelas que são Campeira, uma vanera bem do tipo limpa banco e um chamamé contando a história de um cavalo que se ele tivesse dedo nas patas seria um baita gaiteiro Cavalo com Alma de Gaiteiro e Com Sede de Baile uma vanera dançante que fala de baile, rodeio, prenda, cerveja (coisas que a gauchada gosta e curte e faz quando está nas festa, é especialmente aos fandangueiros de plantão que não perdem um baile sequer. E tem as regravações de CDs anteriores como Fandango Taquitá e Versos de Amor. 
Em 2013, após voltar a tocar em CTGs, vestir pilcha e lançar um CD de músicas campeiras, a banda resolveu gravar um DVD na Bahia, não em Salvador, terra do axé, trios elétricos e carnaval de rua, mas em Luís Eduardo Magalhães, uma cidade agrícola de 60 mil habitantes localizada a 942 quilômetros da capital e colonizada por gaúchos.
O show será no dia 15 de junho, durante o durante o XVI Rodeio Interestadual do CTG Sinuelo dos Gerais, o “maior CTG do mundo”, O repertório será basicamente o do CD DNA Gaúcho, o melhor de 2012, segundo avaliação do blog. Mas terá ainda regravações de clássicos da música campeira.
Fábio Vargas, empresário do grupo, disse que a ideia de gravar na Bahia surgiu durante um show do Tchê Guri em Luís Eduardo. Foi quando a banda descobriu que a cidade abrigava o “maior CTG do mundo”. Pensando em um projeto futuro, Fábio foi pessoalmente conhecer detalhes da região. “Participei de um rodeio artístico e escutei milhões de histórias maravilhosas, pessoas que desbravaram a região”.
Em seguida, Fábio foi em busca de patrocínios: empresários da cidade e prefeitura decidiram patrocinar parte do projeto. ”Em Luís Eduardo Magalhães o pessoal cultua as tradições do Rio Grande tanto quanto aqui”, afirma Fábio, que prevê o lançamento do DVD para setembro.
O Tchê Guri já obteve dois Discos de Ouro.
Entre 2014 e 2016 gravou os CDa Baile Pronto Volumes 1 e 2 recordando sucessos da música gaúcha e algumas músicas inéditas.
De 2019 até o momento atual iniciaram o projeto "Galpão do Tchê Guri" onde resgatam sucessos do grupo e outras canções gaúchas no melhor estilo campeiro do grupo.
Formado pelos músicos: Leandro "Lê" Vargas (voz solo e eventualmente baixo), integra o grupo desde o início.
Alex Vargas (acordeon e vocal), integra também o grupo desde o início. Cleber Silva (guitarra e vocal), integra o grupo desde 2025.
Matheus F. Ubatuba (baixo e vocal), integra o conjunto desde 2025.
Vladimir "Vladi" Oliveira (acordeon e voz solo), integra o conjunto desde 2017.
Luan Amengual (bateria e voz), integra o conjunto desde 2023.

## Integrantes

### Formação atual
- Lê Vargas: vocal
- Alex Vargas: acordeão
- Vladi Oliveira: acordeão e vocal
- Cleber Silva: guitarra e vocal
- Luan Amengual: bateria
- Matheus F. Ubatuba: baixo e vocal

## Discografia

### Álbuns de estúdio
- (1993) Primeiro
- (1995) Segundo
- (1996) Terceiro
- (1998) Na Trilha de Um Sonho
- (1999) Vanerão na Cabeça
- (2000) Eu Sou Daqui
- (2003) Uma Chuva de Alegria
- (2004) Os Reis do Vanerão
- (2007) Verdade
- (2008) A Festa
- (2011) Ohcilob
- (2012) DNA Gaúcho
- (2014) Baile Pronto - Vol. 1
- (2016) Baile Pronto - Vol. 2

### Álbuns ao vivo
- (2001) Ao Vivo
- (2005) O Caminho da Rosa dos Ventos (também lançado em DVD)
- (2010) A Festa - Ao Vivo
- (2013) Ao Vivo no Maior CTG do Mundo (também lançado em DVD)
- (2020) 30 Anos (também lançado em DVD)

### Web projeto
- (2020) Galpão do Tchê Guri - Vol. 1
- (2022) Galpão do Tchê Guri - Vol. 2 - Especial

## Prêmios e indicações

### Grammy Latino
| Ano  | Categoria                                                | Indicação | Resultado |
| ---- | -------------------------------------------------------- | --------- | --------- |
| 2009 | Melhor Álbum de Música Regional ou de Raizes Brasileiras | A Festa   | Indicado  |

### Prêmio Açorianos
| Ano  | Categoria      | Indicação | Resultado |
| ---- | -------------- | --------- | --------- |
| 1999 | Grupo Regional | Tchê Guri | Indicado  |